# Roman Lehký
Roman Lehký, né le 30 juin 1996 à Vysoké Mýto, est un coureur cycliste tchèque.

## Biographie
En juin 2017, il termine onzième du championnat de République sur route, et remporte le titre national chez les moins de 23 ans.

## Palmarès sur route

### Par année
- 2014
  - 2e du championnat de République du contre-la-montre juniors
- 2017
  -  Champion de République tchèque sur route espoirs
- 2018
  -  Champion de République tchèque sur route par équipes[n 1]
  - 2e du championnat de République du contre-la-montre espoirs
- 2019
  -  Champion de République tchèque sur route par équipes[n 2]

### Classements mondiaux
| Année                                 | 2017  | 2018  | 2019  |
| ------------------------------------- | ----- | ----- | ----- |
| Classement mondial                    | 1793e | 1991e | 2099e |
| UCI Europe Tour                       | 1132e | 1329e | 1373e |
|                                       |       |       |       |
| Légende : nc = non classéSource : UCI |       |       |       |

## Palmarès en cyclo-cross
- 2011-2012
  - 2e du championnat de République tchèque de cyclo-cross cadets
- 2012-2013
  - 2e du championnat de République tchèque de cyclo-cross juniors
- 2013-2014
  - Bryksy Cross juniors, Gościęcin
  - 2e du championnat de République tchèque de cyclo-cross juniors

## Palmarès en VTT

### Jeux olympiques de la jeunesse
- Nankin 2014
  -  Médaillé d'or du relais mixte (avec Barbora Průdková, Jan Rajchart et Nikola Nosková)